# Ванген-им-Алльгой
Ва́нген-им-А́лльгой (нем. Wangen im Allgäu) — город в Германии, районный центр, расположен в земле Баден-Вюртемберг.
Подчинён административному округу Тюбинген. Входит в состав района Равенсбург. Население составляет 27 461 человек (на 31 декабря 2010 года). Занимает площадь 101,28 км². Официальный код — 08 4 36 081.
Город подразделяется на 6 городских районов.

## Фотографии

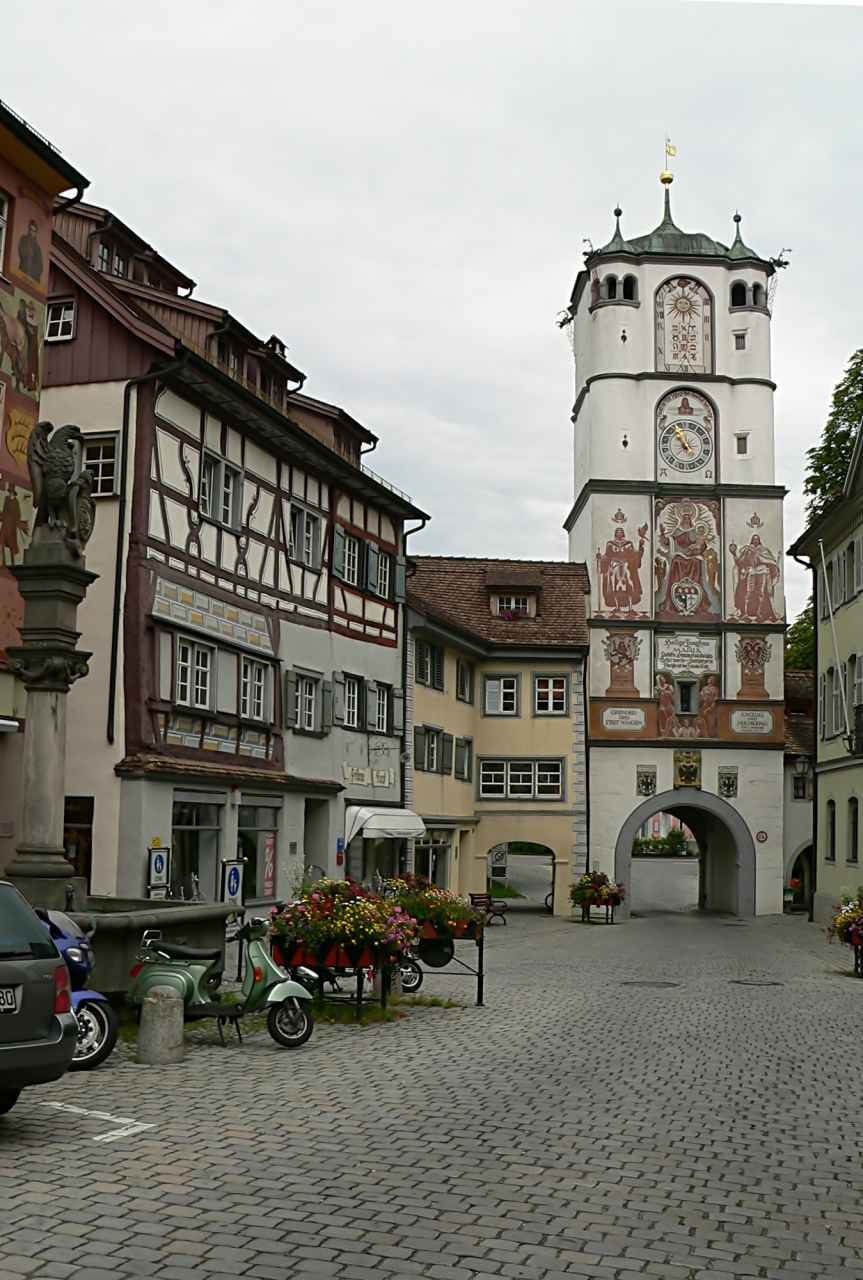
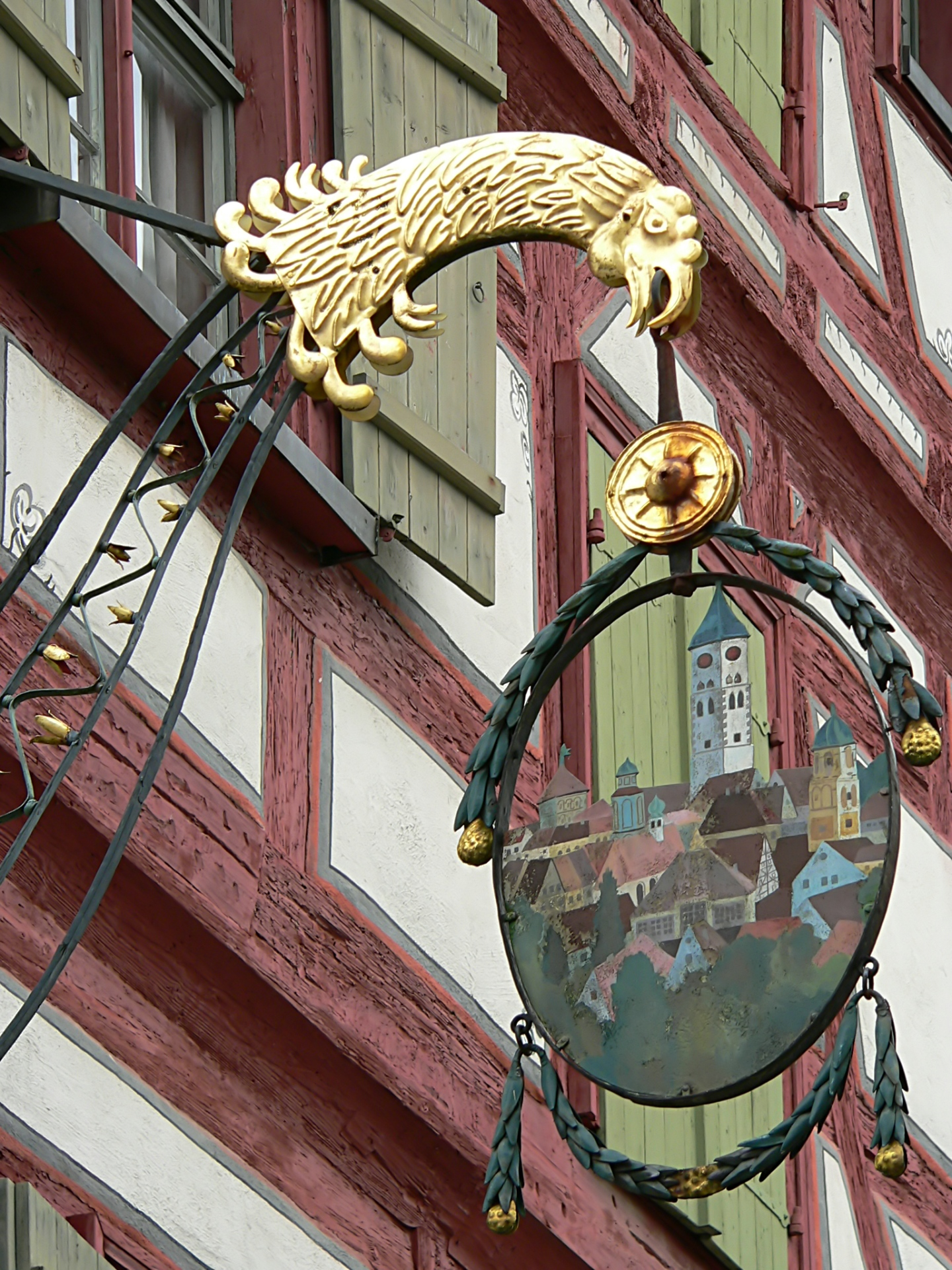
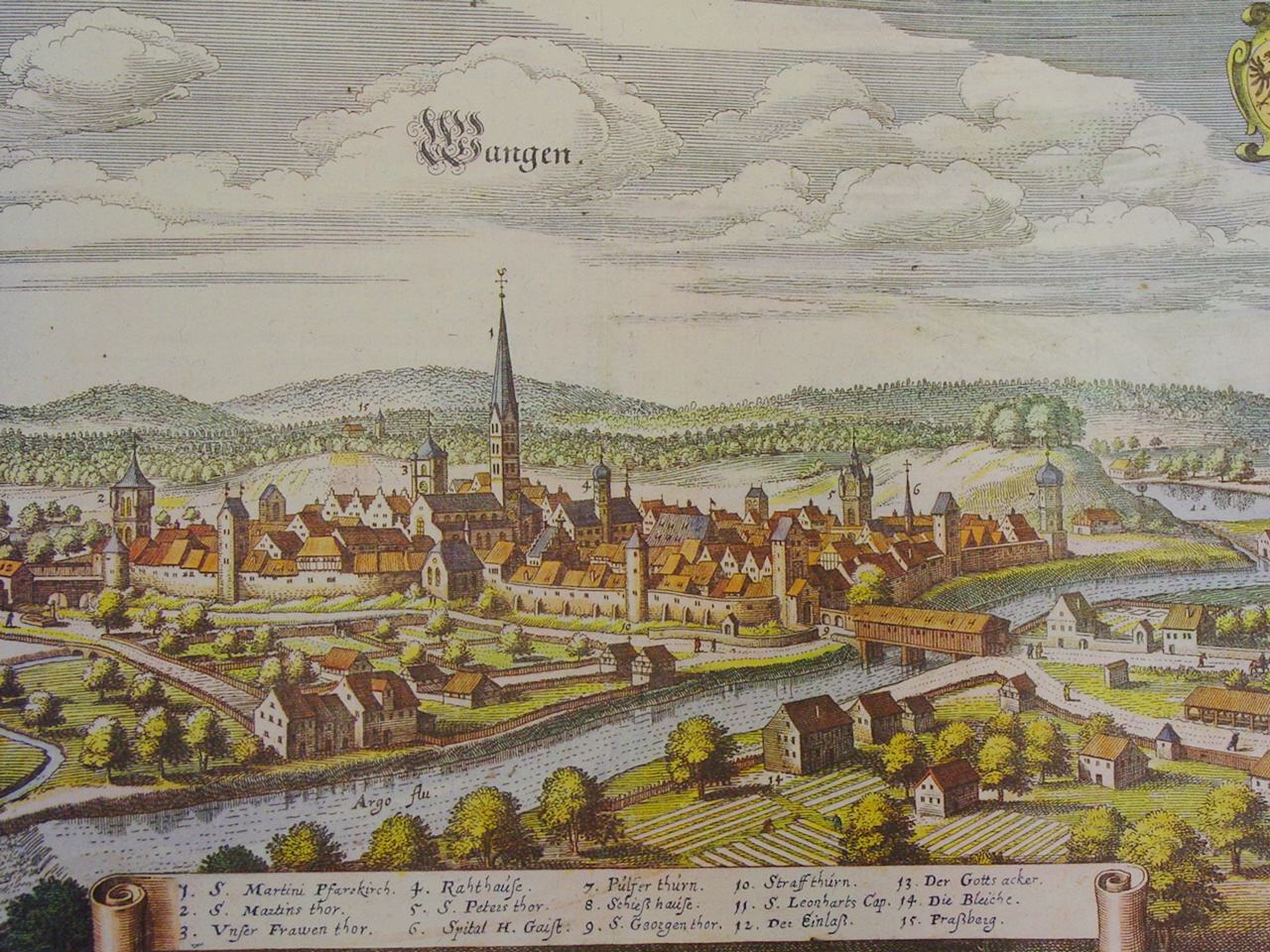
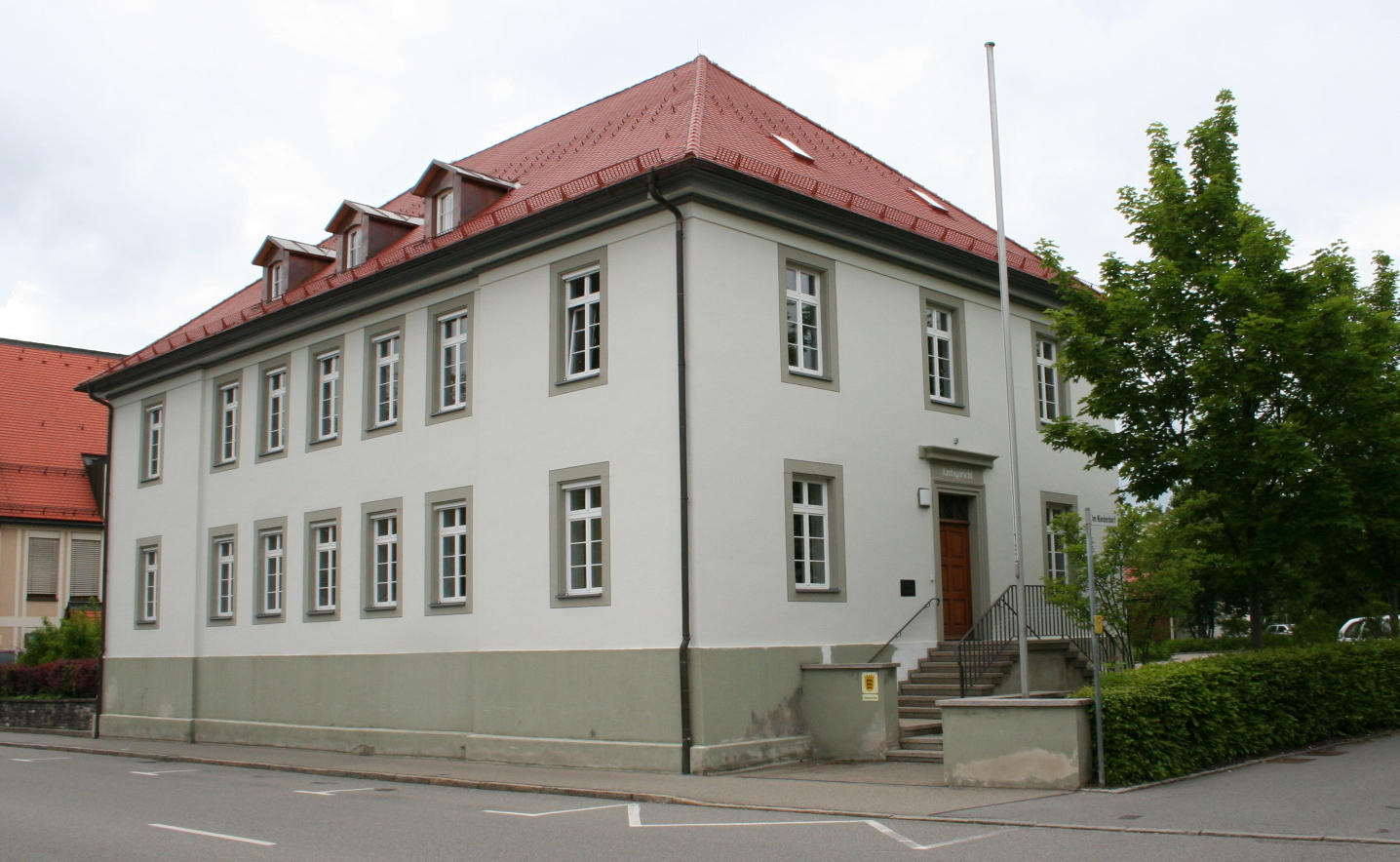

## Достопримечательности
В местной церкви Святого Мартина находится работа немецкого художника Гегенбаура «Мадонна с ребёнком» («Madonna mit Kind»).